# Koninklijke Voetbalclub Kortrijk 2013-2014
Questa voce raccoglie le informazioni riguardanti il Koninklijke Voetbalclub Kortrijk nelle competizioni ufficiali della stagione 2013-2014.

## Rosa
| N. |                        | Ruolo | Calciatore        |
| -- | ---------------------- | ----- | ----------------- |
| 1  | Francia (bandiera)     | P     | Rémi Pillot       |
| 2  | Lussemburgo (bandiera) | D     | Maxime Chanot     |
| 3  | Francia (bandiera)     | D     | Baptiste Martin   |
| 4  | Senegal (bandiera)     | C     | Ismaïla N'Diaye   |
| 7  | Belgio (bandiera)      | C     | Stijn De Smet     |
| 8  | Serbia (bandiera)      | C     | Nebojša Pavlović  |
| 9  | Francia (bandiera)     | A     | Teddy Chevalier   |
| 10 | Paesi Bassi (bandiera) | C     | Robert Klaasen    |
| 11 | Marocco (bandiera)     | D     | Mustapha Oussalah |
| 12 | Belgio (bandiera)      | C     | Gregory Mahau     |
| 15 | Belgio (bandiera)      | C     | Dylan Ragolle     |
| 16 | Sudafrica (bandiera)   | P     | Darren Keet       |

| N. |                       | Ruolo | Calciatore        |
| -- | --------------------- | ----- | ----------------- |
| 17 | Belgio (bandiera)     | C     | Gertjan De Mets   |
| 18 | Croazia (bandiera)    | A     | Ivan Santini      |
| 20 | Belgio (bandiera)     | C     | Thomas Matton     |
| 21 | Belgio (bandiera)     | D     | Brecht Capon      |
| 22 | Francia (bandiera)    | A     | Jimmy Kamghain    |
| 23 | Belgio (bandiera)     | C     | Baptiste Ulens    |
| 25 | Belgio (bandiera)     | D     | Michaël Heylen    |
| 27 | Belgio (bandiera)     | A     | Benito Raman      |
| 29 | Francia (bandiera)    | D     | Romain Reynaud    |
| 30 | Belgio (bandiera)     | P     | Jordy Mervilde    |
| 31 | Senegal (bandiera)    | A     | Elimane Coulibaly |
| 33 | Montenegro (bandiera) | D     | Žarko Tomašević   |